# Raining on Sunday
«Raining on Sunday» — це пісня в стилі кантрі, написана у співавторстві виконавця кантрі Редні Фостера (Radney Foster) і Даррелла Брауна (Darrell Brown).
Першопочатково вона була записана Фостером у 1998 році на студії Arista Records для альбому «See What You Want to See». Австралійський виконавець кантрі-музики Кіт Урбан виконав пісню у 2002 році в своєму альбомі «Golden Road». Запис Кіта, зроблений в 2003 році, став другим синглом з цього альбому.

## Позиції в чартах
| Чарт 2003 року        | Найвища позиція |
| --------------------- | --------------- |
| Billboardhot100       | 38              |
| Billboardcountrysongs | 3               |